# Radošovce (Skalica)
Radošovce je naseljeno mjesto u okrugu Skalica u Trnavskom kraju u Slovačkoj.

## Stanovništvo
| Godina:     | 1993. | 2003.   | 2013.   | 2023.   |
| ----------- | ----- | ------- | ------- | ------- |
| Broj ljudi: | 1758  | 1784    | 1796    | 1737    |
| Razlika:    |       | +1,47 % | +0,67 % | -3,28 % |

| Godina:     | 2022. | 2023.   |
| ----------- | ----- | ------- |
| Broj ljudi: | 1753  | 1737    |
| Razlika:    |       | -0,91 % |

Prema podacima o broju stanovnika iz 2023. godine naselje je imalo 1737 stanovnika.

## Vanjske poveznice
|  | Zajednički poslužitelj ima još gradiva o temi Radošovce (Skalica) |

- Službena stranica naselja (sl.)